# 婚禮玩很大
《婚禮玩很大》（英語：Mike and Dave Need Wedding Dates）是一部於2016年上映的美國浪漫喜劇片，由傑克·席曼斯基執導。電影主演包括柴克·艾弗隆、亞當·迪凡、安娜·坎卓克、奧布瑞·普拉薩和史蒂芬·魯特。電影最初於2016年6月30日洛杉磯首映，2016年7月8日北美廣泛上映。

## 劇情
故事敘述一對風流的兄弟檔為了能在妹妹的婚禮上不漏氣而打算尋找好女伴，兩人別無他法只能在網上刊登徵友廣告，勢必要父母對於兩人兩光的印象改觀；但未料，徵來的姊妹檔卻讓兩人難以招架。

## 演員
- 柴克·艾弗隆 飾 Dave Stangle
- 亞當·迪凡 飾 Mike Stangle
- 安娜·坎卓克 飾 Alice
- 奧布瑞·普拉薩 飾 Tatiana
- 史蒂芬·魯特 飾 Burt Stangle
- 傑克·強森 飾 Ronnie
- 庫梅爾·南賈尼 飾 Keanu
- 史蒂芬妮・菲瑞希（英语：Stephanie Faracy） 飾 Rosie
- 史蒂芬妮・貝爾德（英语：Sugar Lyn Beard） 飾 Jeanie Stangle
- 山姆·理查德森（英语：Sam Richardson (actor)） 飾 Eric
- 愛麗絲·維特朗（英语：Alice Wetterlund） 飾  Cousin Terry
- 馬克·馬龍（英语：Marc Maron） 飾 Randy
- 溫蒂·威廉斯（英语：Wendy Williams） 飾 自己
- 布蘭斯科姆·里奇蒙（英语：Branscombe Richmond） 飾 Kalani Chef
- 克羅伊・布其（英语：Chloe Bridges） 飾 Apartment Chloe
- 拉韋爾・克勞佛（英语：Lavell Crawford） 飾 Keith

## 發行
二十世紀福斯將電影定於2016年7月8日在美國上映。

## 反響

### 評價
爛番茄新鮮度35%，基於133條評論，平均分為4.8/10，Metacritic得分51，評價褒貶不一。

### 票房
台灣首映週末獲161萬新臺幣位居當週第四。

## 備註
1. 臺灣前譯「婚禮找伴法」。

## 外部連結
- 官方网站
- 互联网电影数据库（IMDb）上《婚禮玩很大》的资料（英文）
- Box Office Mojo上《婚禮玩很大》的資料（英文）
- 爛番茄上《婚禮玩很大》的資料（英文）
- Metacritic上《婚禮玩很大》的資料（英文）
- AllMovie上《婚禮玩很大》的资料（英文）
- 開眼電影網上《婚禮玩很大》的資料（繁體中文）
- 时光网上《婚禮玩很大》的資料（简体中文）
- 豆瓣电影上《婚禮玩很大》的資料 （简体中文）